# Функції Бесселя другого роду

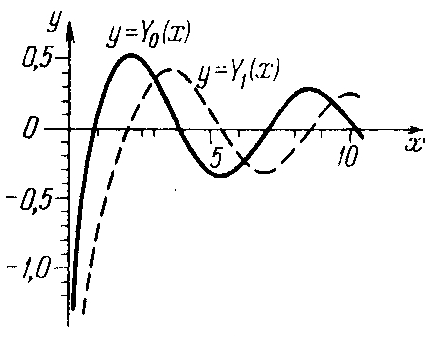
Графіки функцій та

Функція Бесселя 2-го роду {\displaystyle \!Y_{n}(x)} (позначається також {\displaystyle \!N_{n}(x)}).
Інші назви — циліндрична функція 2-го роду n-ного порядку.

## Визначення
Загальний розв'язок рівняння Бесселя при цілому {\displaystyle \!n} має вигляд:
{\displaystyle \!y(x)=C_{1}J_{n}(x)+C_{2}Y_{n}(x)}.

Для не цілих {\displaystyle \!n},  функція {\displaystyle \!Y_{n}(x)} визначається як:
{\displaystyle \!Y_{n}(x)={\frac {J_{n}(x)\cos(n\pi )-J_{-n}(x)}{\sin(n\pi )}}}

Для цілого {\displaystyle \!n} функція функція {\displaystyle \!Y_{n}(x)} визначається рівністю:
{\displaystyle Y_{n}(x)=\lim _{m\rightarrow n}{\frac {J_{m}(x)\cos(m\pi )-J_{-m}(x)}{\sin(m\pi )}}=}
{\displaystyle ={\frac {2}{\pi }}\left(C+\ln \left({\frac {x}{2}}\right)\right)J_{n}(x)-{\frac {1}{\pi }}\sum _{k=0}^{n-1_{}}{\frac {(n-k-1)!}{k!}}\left({\frac {2}{x}}\right)^{n-2k}-{\frac {1}{\pi }}\sum _{k=0}^{\infty _{}}{\frac {(-1)^{k}}{k!(n+k)!}}\left({\frac {x}{2}}\right)^{n+2k}\left(\Phi (n+k)+\Phi (k)\right)}, 
де {\displaystyle \!m} — близьке до {\displaystyle \!n} число, {\displaystyle \!C} — константа Ейлера ( {\displaystyle \!C=0.5772...})
і {\displaystyle \!\Phi (k)=\sum _{s=1}^{k_{}}{\frac {1}{s}}}, 
{\displaystyle \!\Phi (k)=0}.